# علي خالد
علي خالد علي البلوشي (مواليد 4 ديسمبر 1997، لاعب كرة قدم إماراتي يجيد اللعب كلاعب وسط.
مثل النادي الأهلي في الفئات السنية و إنتقل إلى نادي عجمان عام 2016 و انتقل إلى نادي حتا عام 2018 و انتقل إلى نادي الحمرية في عام 2019 و وقع مع نادي التعاون في صيف 2020 و انتقل في عام 2021 إلى نادي رأس الخيمة و بعدها انتقل إلى نادي الجزيرة الحمراء.